# Segunda Divisão Espanhola de 2019–20
A Segunda Divisão Espanhola de 2019–20, também conhecida por motivos publicitários como La Liga SmartBank, foi a 89.ª edição do segundo nível do campeonato espanhol.
Em 12 de março de 2020, a La Liga e a Segunda Divisão foram suspensas por ao menos duas semanas, devido à Pandemia de COVID-19 na Espanha, depois de um jogador do Real Madrid Baloncesto testar positivo para o vírus, que resultou em quarentena dos jogadores do Real Madrid.

## Sistema de competição
A Segunda Divisão de Espanha 2019-20 é organizada pela Liga Nacional de Fútbol Profesional (LFP).
Como em temporadas anteriores, a competição é composta por 22 clubes em toda a Espanha. Seguindo um sistema de pontos corridos, as 22 equipes se confrontarão em um formato de todos contra todos em jogos de ida e volta totalizando 42 partidas. A ordem dos jogos é decidida por sorteio antes do início da competição.
A classificação final é estabelecida de acordo com a soma dos pontos ganhos em cada confronto, três para uma vitória, um por um empate e nenhum em caso de derrota. Se duas equipes se igualarem em pontos no final do campeonato, os critérios para desempatar a classificação são os seguintes:
1. Saldo de gols no confronto direto.
2. Saldo de gols em todas as partidas do campeonato.

Se três ou mais equipes estiverem empatadas em pontos, os critérios de desempate são:
1. Melhor pontuação no confronto direto entre os clubes envolvidos.
2. Saldo de gols no confronto direto entre os clubes envolvidos.
3. Saldo de gols em todas as partidas do campeonato.
4. O maior número de golos marcados considerando todos os jogos do campeonato.
5. O melhor clube classificado nos escalas de fair play.

## Equipes

### Mudança de times
| Pos | Promovidos à Primeira Divisão |
| --- | ----------------------------- |
| 1º  | Osasuna                       |
| 2º  | Granada                       |
| 5º  | Mallorca (Play-offs)          |

| Pos | Rebaixados da Primeira Divisão |
| --- | ------------------------------ |
| 18º | Girona                         |
| 19º | Huesca                         |
| 20º | Rayo Vallecano                 |

| Pos    | Promovidos da Terceira Divisão |
| ------ | ------------------------------ |
| 1º G.1 | Fuenlabrada                    |
| 1º G.2 | Racing Santander               |
| 2º G.1 | Ponferradina                   |
| 3º G.2 | Mirandés                       |

| Pos | Rebaixados à Terceira Divisão |
| --- | ----------------------------- |
| 19º | Rayo Majadahonda              |
| 20º | Gimnàstic                     |
| 21º | Córdoba                       |
| 22º | Reus Deportiu (expulso)       |

### Equipes participantes
| Equipe              | Cidade                 | Treinador           | Estádio                   | Capacidade | Material Esportivo |
| ------------------- | ---------------------- | ------------------- | ------------------------- | ---------- | ------------------ |
| Albacete            | Albacete               | Lucas Alcaraz       | Carlos Belmonte           | 17.300     | Hummel             |
| Alcorcón            | Alcorcón               | Fran Fernández      | Santo Domingo             | 5.100      | Kelme              |
| Almería             | Almeria                | José Gomes          | Juegos Mediterráneos      | 15.000     | Nike               |
| Cádiz               | Cádis                  | Álvaro Cervera      | Ramón de Carranza         | 25.033     | Adidas             |
| Elche               | Elche                  | Pacheta             | Manuel Martínez Valero    | 33.732     | Hummel             |
| Extremadura         | Almendralejo           | Manuel Mosquera     | Francisco de la Hera      | 11.580     | Kappa              |
| Fuenlabrada         | Fuenlabrada            | José Ramón Sandoval | Fernando Torres           | 2.500      | Joma               |
| Girona              | Girona                 | Francisco           | Montilivi                 | 13.500     | Puma               |
| Huesca              | Huesca                 | Míchel              | El Alcoraz                | 7.638      | Kelme              |
| Deportivo La Coruña | Corunha                | Fernando Vázquez    | Abanca-Riazor             | 32.912     | Macron             |
| Las Palmas          | Las Palmas             | Pepe Mel            | Gran Canaria              | 32.400     | Hummel             |
| Lugo                | Lugo                   | Juanfran            | Anxo Carro                | 7.840      | Kappa              |
| Málaga              | Málaga                 | Sergio Pellicer     | La Rosaleda               | 30.044     | Nike               |
| Mirandés            | Miranda de Ebro        | Andoni Iraola       | Anduva                    | 5.759      | Adidas             |
| Numancia            | Sória                  | Luis Carrión        | Nuevo Los Pajaritos       | 8.727      | Erreà              |
| Ponferradina        | Ponferrada             | Bolo                | El Toralín                | 8.400      | Nike               |
| Real Oviedo         | Oviedo                 | Cuco Ziganda        | Nuevo Carlos Tartiere     | 30.500     | Adidas             |
| Racing Santander    | Santander              | José Luis Oltra     | El Sardinero              | 22.222     | Puma               |
| Rayo Vallecano      | Madrid                 | Paco Jémez          | Vallecas                  | 14.708     | Kelme              |
| Sporting de Gijón   | Gijón                  | Miroslav Đukić      | El Molinón                | 29.029     | Nike               |
| Tenerife            | Santa Cruz de Tenerife | Rubén Baraja        | Heliodoro Rodríguez López | 22.824     | Hummel             |
| Zaragoza            | Saragoça               | Víctor Fernández    | La Romareda               | 34.596     | Adidas             |

### Mudança de treinadores
| Clube               | Antecessor           | Motivo                           | Data da vaga            | Pos           | Sucessor             | Data da nomeação        |
| ------------------- | -------------------- | -------------------------------- | ----------------------- | ------------- | -------------------- | ----------------------- |
| Huesca              | Francisco            | Resignado                        | 19 de maio de 2019      | Pré-temporada | Míchel               | 1 de junho de 2019      |
| Girona              | Eusebio Sacristán    | Resignado                        | 20 de maio de 2019      | Pré-temporada | Juan Carlos Unzué    | 13 de junho de 2019     |
| Almería             | Fran Fernández       | Fim de contrato                  | 10 de junho de 2019     | Pré-temporada | Óscar Fernández      | 15 de junho de 2019     |
| Tenerife            | Luis César Sampedro  | Fim de contrato                  | 11 de junho de 2019     | Pré-temporada | Aritz López Garai    | 21 de junho de 2019     |
| Numancia            | Aritz López Garai    | Consenso mútuo                   | 11 de junho de 2019     | Pré-temporada | Luis Carrión         | 21 de junho de 2019     |
| Deportivo La Coruña | José Luis Martí      | Fim de contrato                  | 27 de junho de 2019     | Pré-temporada | Juan Antonio Anquela | 2 de julho de 2019      |
| Alcorcón            | Cristóbal Parralo    | Demitido                         | 30 de junho de 2019     | Pré-temporada | Fran Fernández       | 1 de julho de 2019      |
| Mirandés            | Borja Jiménez        | Contratado pelo Asteras Tripolis | 7 de julho de 2019      | Pré-temporada | Andoni Iraola        | 10 de julho de 2019     |
| Almería             | Óscar Fernández      | Demitido                         | 3 de agosto de 2019     | Pré-temporada | Pedro Emanuel        | 4 de agosto de 2019     |
| Real Oviedo         | Sergio Egea          | Demitido                         | 15 de setembro de 2019  | 22º           | Javi Rozada          | 15 de setembro de 2019  |
| Deportivo La Coruña | Juan Antonio Anquela | Demitido                         | 7 de outubro de 2019    | 20º           | Luis César Sampedro  | 7 de outubro de 2019    |
| Girona              | Juan Carlos Unzué    | Demitido                         | 21 de outubro de 2019   | 11º           | José Luis Martí      | 28 de outubro de 2019   |
| Almería             | Pedro Emanuel        | Consenso mútuo                   | 4 de novembro de 2019   | 2º            | Guti                 | 5 de novembro de 2019   |
| Racing Santander    | Iván Ania            | Demitido                         | 11 de novembro de 2019  | 21º           | Cristóbal Parralo    | 11 de novembro de 2019  |
| Tenerife            | Aritz López Garai    | Demitido                         | 17 de novembro de 2019  | 18º           | Rubén Baraja         | 1 de dezembro de 2019   |
| Sporting de Gijón   | José Alberto López   | Demitido                         | 21 de dezembro de 2019  | 15º           | Miroslav Đukić       | 22 de dezembro de 2019  |
| Lugo                | Eloy Jiménez         | Demitido                         | 26 de dezembro de 2019  | 18º           | Curro Torres         | 27 de dezembro de 2019  |
| Deportivo La Coruña | Luis César Sampedro  | Demitido                         | 27 de dezembro de 2019  | 22º           | Fernando Vázquez     | 29 de dezembro de 2019  |
| Málaga              | Víctor Sánchez       | Demitido                         | 11 de janeiro de 2020   | 16º           | Sergio Pellicer      | 11 de janeiro de 2020   |
| Albacete            | Luis Miguel Ramis    | Demitido                         | 3 de fevereiro de 2020  | 19º           | Lucas Alcaraz        | 3 de fevereiro de 2020  |
| Racing Santander    | Cristóbal Parralo    | Demitido                         | 4 de fevereiro de 2020  | 22º           | José Luis Oltra      | 4 de fevereiro de 2020  |
| Real Oviedo         | Javi Rozada          | Demitido                         | 18 de fevereiro de 2020 | 19º           | Cuco Ziganda         | 18 de fevereiro de 2020 |
| Fuenlabrada         | Mere                 | Demitido                         | 10 de março de 2020     | 13º           | José Ramón Sandoval  | 11 de março de 2020     |
| Almería             | Guti                 | Demitido                         | 26 de junho de 2020     | 3º            | Mário Silva          | 26 de junho de 2020     |
| Lugo                | Curro Torres         | Demitido                         | 29 de junho de 2020     | 20º           | Juanfran             | 30 de junho de 2020     |
| Girona              | José Luis Martí      | Demitido                         | 30 de junho de 2020     | 5º            | Francisco            | 30 de junho de 2020     |
| Almería             | Mário Silva          | Demitido                         | 27 de julho de 2020     | 4º            | José Gomes           | 27 de julho de 2020     |

## Classificação
Atualizado em 7 de agosto de 2020.
| Pos | Equipes             | Pts | J  | V  | E  | D  | GM | GS | SG  | Classificação ou rebaixamento               |
| --- | ------------------- | --- | -- | -- | -- | -- | -- | -- | --- | ------------------------------------------- |
| 1   | Huesca              | 70  | 42 | 21 | 7  | 14 | 55 | 42 | +13 | Promoção à La Liga de 2020–21               |
| 2   | Cádiz               | 69  | 42 | 19 | 12 | 11 | 50 | 39 | +11 | Promoção à La Liga de 2020–21               |
| 3   | Zaragoza            | 65  | 42 | 18 | 11 | 13 | 59 | 53 | +6  | Play-off da Promoção                        |
| 4   | Almería             | 64  | 42 | 17 | 13 | 12 | 62 | 43 | +19 | Play-off da Promoção                        |
| 5   | Girona              | 63  | 42 | 17 | 12 | 13 | 48 | 43 | +5  | Play-off da Promoção                        |
| 6   | Elche               | 61  | 42 | 16 | 13 | 13 | 52 | 44 | +8  | Play-off da Promoção                        |
| 7   | Rayo Vallecano      | 60  | 42 | 13 | 21 | 8  | 60 | 50 | +10 |                                             |
| 8   | Fuenlabrada         | 60  | 42 | 15 | 15 | 12 | 47 | 40 | +7  |                                             |
| 9   | Las Palmas          | 57  | 42 | 14 | 15 | 13 | 49 | 46 | +3  |                                             |
| 10  | Alcorcón            | 57  | 42 | 13 | 18 | 11 | 52 | 50 | +2  |                                             |
| 11  | Mirandés            | 56  | 42 | 13 | 17 | 12 | 55 | 59 | –4  |                                             |
| 12  | Tenerife            | 55  | 42 | 14 | 13 | 15 | 50 | 46 | +4  |                                             |
| 13  | Sporting de Gijón   | 54  | 42 | 14 | 12 | 16 | 40 | 38 | +2  |                                             |
| 14  | Málaga              | 53  | 42 | 11 | 20 | 11 | 35 | 33 | +2  |                                             |
| 15  | Real Oviedo         | 53  | 42 | 13 | 14 | 15 | 49 | 53 | –4  |                                             |
| 16  | Lugo                | 52  | 42 | 12 | 16 | 14 | 43 | 54 | –11 |                                             |
| 17  | Albacete            | 52  | 42 | 13 | 13 | 16 | 36 | 46 | –10 |                                             |
| 18  | Ponferradina        | 51  | 42 | 12 | 15 | 15 | 45 | 50 | –5  |                                             |
| 19  | Deportivo La Coruña | 51  | 42 | 12 | 15 | 15 | 43 | 60 | –17 | Zona de rebaixamento à Segunda B de 2020–21 |
| 20  | Numancia            | 50  | 42 | 13 | 11 | 18 | 45 | 53 | –8  | Zona de rebaixamento à Segunda B de 2020–21 |
| 21  | Extremadura         | 43  | 42 | 10 | 13 | 19 | 43 | 59 | –16 | Zona de rebaixamento à Segunda B de 2020–21 |
| 22  | Racing Santander    | 33  | 42 | 5  | 18 | 19 | 39 | 56 | –17 | Zona de rebaixamento à Segunda B de 2020–21 |

### Confrontos
|                  | ALB    | ALC | ALM | CÁD | DEP | ELC | EXT | FUE    | GIR | HUE | LPA | LUG | MÁL | MIR | NUM | PON | RAC | RAY | ROV | SGI | TEN | ZAR |
| ---------------- | ------ | --- | --- | --- | --- | --- | --- | ------ | --- | --- | --- | --- | --- | --- | --- | --- | --- | --- | --- | --- | --- | --- |
| Albacete         | —      | 1–1 | 0–1 | 1–0 | 0–1 | 0–1 | 1–1 | 1–1    | 1–0 | 2–2 | 0–0 | 0–1 | 1–0 | 1–2 | 2–1 | 1–1 | 0–0 | 1–1 | 1–2 | 1–1 | 0–4 | 4–1 |
| Alcorcón         | 0–1    | —   | 2–2 | 3–0 | 0–1 | 1–2 | 0–2 | 1–1    | 2–0 | 0–2 | 1–1 | 2–2 | 1–0 | 1–2 | 2–2 | 3–1 | 1–0 | 3–2 | 1–3 | 0–2 | 0–0 | 0–3 |
| Almería          | 3–0    | 0–1 | —   | 1–2 | 4–0 | 0–2 | 3–2 | 0–0    | 3–1 | 1–0 | 0–1 | 0–0 | 0–0 | 3–1 | 2–0 | 2–3 | 0–1 | 3–2 | 2–0 | 1–0 | 1–2 | 1–1 |
| Cádiz            | 0–1    | 1–1 | 2–1 | —   | 0–0 | 0–0 | 2–1 | 0–1    | 2–0 | 1–0 | 2–0 | 2–1 | 0–1 | 3–3 | 2–4 | 3–1 | 1–0 | 1–1 | 2–0 | 3–1 | 0–2 | 1–1 |
| La Coruña        | 0–1    | 0–0 | 0–0 | 1–0 | —   | 1–3 | 2–3 | 2–1[a] | 2–2 | 2–1 | 2–1 | 0–0 | 0–2 | 1–1 | 3–3 | 2–1 | 2–1 | 3–3 | 3–2 | 0–0 | 2–1 | 1–3 |
| Elche            | 2–0    | 1–1 | 1–1 | 0–0 | 0–1 | —   | 1–1 | 0–2    | 1–0 | 1–1 | 2–3 | 1–1 | 2–0 | 4–2 | 2–0 | 1–0 | 2–0 | 1–1 | 2–1 | 0–1 | 1–1 | 1–2 |
| Extremadura      | 0–1    | 0–0 | 1–2 | 0–1 | 2–0 | 2–0 | —   | 1–2    | 1–3 | 0–1 | 0–1 | 1–0 | 0–0 | 3–2 | 0–0 | 1–1 | 3–1 | 0–3 | 1–2 | 2–0 | 2–4 | 1–2 |
| Fuenlabrada      | 0–1    | 3–4 | 2–2 | 1–0 | 1–1 | 3–1 | 1–1 | —      | 0–1 | 3–2 | 0–0 | 0–1 | 0–0 | 2–2 | 2–0 | 1–1 | 1–0 | 2–2 | 2–1 | 2–0 | 1–0 | 2–1 |
| Girona           | 1–1    | 0–0 | 1–0 | 2–1 | 3–1 | 0–2 | 3–1 | 2–0    | —   | 1–0 | 1–0 | 3–1 | 1–0 | 0–3 | 2–0 | 2–0 | 0–0 | 3–1 | 1–1 | 1–1 | 1–0 | 1–0 |
| Huesca           | 0–1    | 2–1 | 3–2 | 1–1 | 3–1 | 2–0 | 2–2 | 2–0    | 1–0 | —   | 1–0 | 2–1 | 2–0 | 1–2 | 3–0 | 2–0 | 1–1 | 0–2 | 3–1 | 1–0 | 2–1 | 2–1 |
| Las Palmas       | 3–2    | 1–1 | 0–3 | 1–2 | 3–0 | 1–1 | 5–1 | 1–3    | 0–0 | 0–1 | —   | 1–0 | 1–1 | 1–0 | 3–1 | 3–0 | 2–2 | 1–1 | 3–1 | 1–0 | 0–0 | 0–1 |
| Lugo             | 1–0    | 2–4 | 0–4 | 1–1 | 0–0 | 2–2 | 0–0 | 2–0    | 2–2 | 3–2 | 0–2 | —   | 0–0 | 2–1 | 3–1 | 2–2 | 1–1 | 1–0 | 1–0 | 1–2 | 1–4 | 1–3 |
| Málaga           | 0–0    | 2–0 | 0–1 | 1–2 | 1–0 | 3–3 | 1–1 | 0–0    | 2–0 | 1–3 | 1–1 | 1–1 | —   | 2–2 | 2–1 | 1–0 | 2–0 | 1–1 | 2–1 | 0–0 | 2–0 | 0–1 |
| Mirandés         | 1–1    | 2–2 | 2–2 | 1–2 | 1–0 | 1–0 | 2–0 | 2–1    | 1–1 | 2–0 | 2–1 | 1–1 | 1–1 | —   | 2–1 | 1–2 | 0–0 | 0–0 | 2–1 | 0–0 | 0–0 | 1–1 |
| Numancia         | 1–0    | 0–1 | 1–1 | 1–2 | 0–1 | 1–1 | 1–0 | 1–0    | 2–0 | 1–0 | 1–1 | 3–1 | 0–0 | 2–0 | —   | 1–0 | 1–2 | 2–2 | 1–0 | 2–0 | 2–1 | 0–1 |
| Ponferradina     | 1–1    | 1–1 | 2–1 | 0–0 | 2–0 | 2–1 | 0–0 | 0–3    | 1–1 | 3–1 | 0–2 | 0–1 | 1–0 | 2–0 | 1–1 | —   | 1–1 | 1–1 | 2–1 | 1–0 | 4–0 | 1–1 |
| Racing Santander | 1–2    | 1–1 | 1–1 | 1–2 | 1–1 | 1–2 | 3–0 | 2–2    | 0–3 | 1–0 | 1–1 | 1–2 | 0–1 | 4–0 | 0–0 | 2–2 | —   | 1–2 | 1–1 | 0–2 | 1–2 | 2–2 |
| Rayo Vallecano   | 1–0[b] | 1–1 | 1–1 | 1–1 | 3–1 | 2–3 | 1–1 | 1–0    | 1–0 | 2–0 | 2–2 | 1–0 | 0–0 | 2–2 | 3–2 | 1–3 | 2–0 | —   | 1–1 | 1–1 | 2–1 | 0–1 |
| Real Oviedo      | 3–1    | 1–2 | 0–0 | 0–2 | 2–2 | 0–2 | 1–1 | 0–0    | 4–2 | 1–1 | 2–1 | 1–1 | 1–1 | 1–0 | 1–1 | 0–0 | 1–0 | 2–1 | —   | 0–0 | 1–0 | 2–2 |
| Sporting Gijón   | 2–0    | 1–3 | 4–2 | 1–0 | 1–1 | 1–0 | 0–1 | 1–0    | 0–0 | 0–1 | 4–0 | 2–0 | 2–1 | 2–2 | 0–1 | 1–0 | 1–1 | 1–1 | 0–1 | —   | 0–2 | 4–0 |
| Tenerife         | 4–2    | 0–0 | 1–3 | 1–1 | 1–1 | 1–0 | 1–2 | 0–1    | 1–0 | 0–0 | 0–0 | 1–2 | 0–0 | 4–1 | 3–2 | 1–0 | 3–3 | 0–0 | 0–1 | 2–1 | —   | 1–1 |
| Zaragoza         | 0–1    | 1–3 | 0–2 | 0–2 | 3–1 | 1–0 | 3–1 | 0–0    | 3–3 | 0–1 | 3–0 | 0–0 | 2–2 | 1–2 | 1–0 | 2–1 | 2–0 | 2–4 | 2–4 | 2–0 | 2–0 | —   |

| Vitória do mandante; Vitória do visitante; Empate. | Em negrito os jogos "clássicos". |

- a ^  Em 20 de julho de 2020, a partida foi adiada devido a sete jogadores e cinco membros do corpo técnico do Fuenlabrada serem diagnosticados com COVID-19.[71] Mesmo com o Fuenlabrada se recusando a jogar a partida em uma outra data,[72] a partida foi remarcada para ser disputada em 7 de agosto.[73][74]
- b ^  Em 15 de dezembro de 2019, a partida foi suspensa no intervalo devido a insultos proferidos da torcida do Rayo Vallecano ao jogador Roman Zozulya, do Albacete.[75] O segundo tempo foi concluído em 10 de junho de 2020.[76]

## Desempenho
Clubes que lideraram o campeonato ao final de cada rodada:
| Rodadas | Rodadas | Rodadas | Rodadas | Rodadas | Rodadas | Rodadas | Rodadas | Rodadas | Rodadas | Rodadas | Rodadas | Rodadas | Rodadas | Rodadas | Rodadas | Rodadas | Rodadas | Rodadas | Rodadas | Rodadas | Rodadas | Rodadas | Rodadas | Rodadas | Rodadas | Rodadas | Rodadas | Rodadas | Rodadas | Rodadas | Rodadas | Rodadas | Rodadas | Rodadas | Rodadas | Rodadas | Rodadas | Rodadas | Rodadas | Rodadas | Rodadas |
| ------- | ------- | ------- | ------- | ------- | ------- | ------- | ------- | ------- | ------- | ------- | ------- | ------- | ------- | ------- | ------- | ------- | ------- | ------- | ------- | ------- | ------- | ------- | ------- | ------- | ------- | ------- | ------- | ------- | ------- | ------- | ------- | ------- | ------- | ------- | ------- | ------- | ------- | ------- | ------- | ------- | ------- |
| 1       | 2       | 3       | 4       | 5       | 6       | 7       | 8       | 9       | 10      | 11      | 12      | 13      | 14      | 15      | 16      | 17      | 18      | 19      | 20      | 21      | 22      | 23      | 24      | 25      | 26      | 27      | 28      | 29      | 30      | 31      | 32      | 33      | 34      | 35      | 36      | 37      | 38      | 39      | 40      | 41      | 42      |
| ALM     | CÁD     | CÁD     | CÁD     | CÁD     | ALM     | ALM     | CÁD     | CÁD     | CÁD     | CÁD     | CÁD     | CÁD     | CÁD     | CÁD     | CÁD     | CÁD     | CÁD     | CÁD     | CÁD     | CÁD     | CÁD     | CÁD     | ALM     | CÁD     | CÁD     | CÁD     | CÁD     | CÁD     | CÁD     | CÁD     | CÁD     | CÁD     | CÁD     | CÁD     | CÁD     | CÁD     | CÁD     | CÁD     | CÁD     | CÁD     | HUE     |

Clubes que ficaram na última posição do campeonato ao final de cada rodada:
| Rodadas | Rodadas | Rodadas | Rodadas | Rodadas | Rodadas | Rodadas | Rodadas | Rodadas | Rodadas | Rodadas | Rodadas | Rodadas | Rodadas | Rodadas | Rodadas | Rodadas | Rodadas | Rodadas | Rodadas | Rodadas | Rodadas | Rodadas | Rodadas | Rodadas | Rodadas | Rodadas | Rodadas | Rodadas | Rodadas | Rodadas | Rodadas | Rodadas | Rodadas | Rodadas | Rodadas | Rodadas | Rodadas | Rodadas | Rodadas | Rodadas | Rodadas |
| ------- | ------- | ------- | ------- | ------- | ------- | ------- | ------- | ------- | ------- | ------- | ------- | ------- | ------- | ------- | ------- | ------- | ------- | ------- | ------- | ------- | ------- | ------- | ------- | ------- | ------- | ------- | ------- | ------- | ------- | ------- | ------- | ------- | ------- | ------- | ------- | ------- | ------- | ------- | ------- | ------- | ------- |
| 1       | 2       | 3       | 4       | 5       | 6       | 7       | 8       | 9       | 10      | 11      | 12      | 13      | 14      | 15      | 16      | 17      | 18      | 19      | 20      | 21      | 22      | 23      | 24      | 25      | 26      | 27      | 28      | 29      | 30      | 31      | 32      | 33      | 34      | 35      | 36      | 37      | 38      | 39      | 40      | 41      | 42      |
| ALB     | NUM     | MIR     | ROV     | ROV     | ROV     | ROV     | ROV     | ROV     | ROV     | DEP     | DEP     | DEP     | DEP     | DEP     | DEP     | DEP     | DEP     | DEP     | DEP     | DEP     | DEP     | RAC     | RAC     | RAC     | RAC     | RAC     | RAC     | RAC     | RAC     | RAC     | RAC     | RAC     | RAC     | RAC     | RAC     | RAC     | RAC     | RAC     | RAC     | RAC     | RAC     |

## Play-offs

### Esquema
|  | Semifinais | Semifinais | Semifinais | Semifinais |   |       | Final | Final | Final | Final |
|  |            |            |            |            |   |       |       |       |       |       |
|  | Elche      | 0          | 1          | 1          |   |       |       |       |       |       |
|  | Zaragoza   | 0          | 0          | 0          |   |       |       |       |       |       |
|  | Zaragoza   | 0          | 0          | 0          |   | Elche | 0     | 1     | 1     |       |
|  |            |            |            |            |   | Elche | 0     | 1     | 1     |       |
|  |            | Girona     | 0          | 0          | 0 |       |       |       |       |       |
|  | Girona     | Girona     | 0          | 0          | 0 | 1     | 2     | 2     |       |       |
|  | Girona     |            |            |            |   | 1     | 2     | 2     |       |       |
|  | Almería    | 0          | 1          | 1          |   |       |       |       |       |       |

### Semifinais

#### Jogos de ida
| 13 de agosto de 2020 | Girona     | 1 – 0     | Almería | Montilivi, Girona                                             |
| 19:30 (UTC+2)        | Stuani 54' | Relatório |         | Público: Sem espectadores Árbitro: Javier Iglesias Villanueva |

| 13 de agosto de 2020 | Elche | 0 – 0     | Zaragoza | Manuel Martínez Valero, Elche                           |
| 22:00 (UTC+2)        |       | Relatório |          | Público: Sem espectadores Árbitro: Rubén Ávalos Barrera |

#### Jogos de volta
| 16 de agosto de 2020 | Almería  | 1 – 2     | Girona               | Juegos Mediterráneos, Almeria                          |
| 19:00 (UTC+2)        | Lazo 26' | Relatório | 4' Sáiz · 84' Stuani | Público: Sem espectadores Árbitro: Isidro Díaz de Mera |

| 16 de agosto de 2020 | Zaragoza | 0 – 1     | Elche    | La Romareda, Saragoça                                     |
| 22:00 (UTC+2)        |          | Relatório | 82' Nino | Público: Sem espectadores Árbitro: Jorge Figueroa Vázquez |

### Final

#### Jogo de ida
| 20 de agosto de 2020 | Elche | 0 – 0     | Girona | Manuel Martínez Valero, Elche                                  |
| 22:00 (UTC+2)        |       | Relatório |        | Público: Sem espectadores Árbitro: Dámaso Arcediano Monescillo |

#### Jogo de volta
| 23 de agosto de 2020 | Girona | 0 – 1     | Elche      | Montilivi, Girona                                          |
| 22:00 (UTC+2)        |        | Relatório | 90+6' Pere | Público: Sem espectadores Árbitro: José Antonio López Toca |

O Elche venceu no agregado por 1–0 e se classificou para a La Liga de 2020–21.

## Estatísticas
| Pos. | Jogador           | Equipe       | Gols |
| ---- | ----------------- | ------------ | ---- |
| 1    | Cristhian Stuani  | Girona       | 29   |
| 2    | Luis Suárez       | Zaragoza     | 19   |
| 3    | Yuri              | Ponferradina | 18   |
| 4    | Stoichkov         | Alcorcón     | 16   |
| 4    | Darwin Núñez      | Málaga       | 16   |
| 6    | Rubén Castro      | Las Palmas   | 15   |
| 6    | Martín Merquelanz | Mirandés     | 15   |
| 8    | Ortuño            | Real Oviedo  | 14   |
| 9    | Álex Fernández    | Cádiz        | 13   |
| 9    | Hugo Fraile       | Fuenlabrada  | 13   |
| 9    | Armando Sadiku    | Málaga       | 13   |
| 9    | Curro Sánchez     | Numancia     | 13   |

| Pos. | Jogador           | Equipe            | Assis. |
| ---- | ----------------- | ----------------- | ------ |
| 1    | Adri Embarba      | Rayo Vallecano    | 11     |
| 2    | Saúl Berjón       | Real Oviedo       | 9      |
| 2    | David Ferreiro    | Huesca            | 9      |
| 2    | Martín Merquelanz | Mirandés          | 9      |
| 5    | Juan Cruz         | Elche             | 8      |
| 5    | Manu García       | Sporting de Gijón | 8      |
| 7    | Álvaro Cejudo     | Racing Santander  | 7      |
| 7    | Íñigo Eguaras     | Zaragoza          | 7      |
| 7    | Fidel             | Elche             | 7      |
| 7    | Josán             | Elche             | 7      |
| 7    | Salvi             | Cádiz             | 7      |
| 7    | Iñigo Vicente     | Mirandés          | 7      |

### Hat-tricks
Atualizado em 7 de agosto de 2020
| Jogador          | Para   | Contra         | Resultado | Data                  | Ref.   |
| ---------------- | ------ | -------------- | --------- | --------------------- | ------ |
| Cristhian Stuani | Girona | Rayo Vallecano | 3–1       | 8 de setembro de 2019 | [ 78 ] |
| Fidel            | Elche  | Mirandés       | 4–2       | 3 de novembro de 2019 | [ 79 ] |
| Cristhian Stuani | Girona | Lugo           | 3–1       | 8 de dezembro de 2019 | [ 80 ] |